# Kanton Ris-Orangis
Der Kanton Ris-Orangis ist seit 1967 ein französischer Wahlkreis in den Arrondissements Évry und Palaiseau im Département Essonne und in der Region Île-de-France; sein Hauptort ist Ris-Orangis. Vertreter im Generalrat des Départements war von 1994 bis 2012 Thierry Mandon (PS). Ihm folgte Stéphane Raffalli (ebenfalls PS) nach.

## Gemeinden
Der Kanton besteht aus sechs Gemeinden mit insgesamt 64.103 Einwohnern (Stand: 1. Januar 2022) auf einer Gesamtfläche von 52,32 km²:
| Gemeinde           | Einwohner 1. Januar 2022 | Fläche km² | Dichte Einw./km² | Code INSEE | Postleitzahl | Arrondissement |
| ------------------ | ------------------------ | ---------- | ---------------- | ---------- | ------------ | -------------- |
| Bondoufle          | 10.833                   | 6,76       | 1.603            | 91086      | 91070        | Évry           |
| Fleury-Mérogis     | 13.816                   | 6,51       | 2.122            | 91235      | 91700        | Évry           |
| Le Plessis-Pâté    | 4.107                    | 7,58       | 542              | 91494      | 91220        | Palaiseau      |
| Ris-Orangis        | 30.283                   | 8,71       | 3.477            | 91521      | 91130        | Évry           |
| Vert-le-Grand      | 2.348                    | 15,93      | 147              | 91648      | 91810        | Évry           |
| Vert-le-Petit      | 2.716                    | 6,83       | 398              | 91649      | 91710        | Évry           |
| Kanton Ris-Orangis | 64.103                   | 52,32      | 1.225            | 9115       | –            | –              |

Bis 2015 bestand der Kanton Ris-Orangis nur aus der Gemeinde Ris-Orangis. Sein Zuschnitt entsprach einer Fläche von 8,71 km2.

## Bevölkerungsentwicklung
| 1962 | 1968   | 1975   | 1982   | 1990   | 1999   | 2006   |
| ---- | ------ | ------ | ------ | ------ | ------ | ------ |
| 9027 | 23.511 | 27.249 | 24.925 | 24.677 | 24.436 | 26.620 |